# Gene Haas
Eugene Francis "Gene" Haas, född den 12 november 1952, är en amerikansk entreprenör som är grundare, vd och ensam aktieägare i maskintillverkaren Haas Automation. 
Han är även grundare och delägare av Nascar-stallet Stewart-Haas Racing och Formel 1-stallet Haas F1 Team.